# Diu (Schiff, 1889)
Die Diu war ein Kanonenboot der portugiesischen Marine, das 1889 in Dienst gestellt wurde. Die Diu, ein Einzelschiff, hatte eine Wasserverdrängung von 729 Tonnen (andere Quelle: 717 Tonnen), drei Masten und zusätzlich einen Dampfantrieb. Der Rumpf bestand aus Holz. Es war nach der Stadt Diu in Portugiesisch-Indien benannt.

## Geschichte

Die Diu

1893 brach in Maubara eine Revolte aus. Gouverneur Cipriano Forjaz von Portugiesisch-Timor rief die Diu zur Unterstützung. Die Diu brauchte nur acht Tage für die Strecke von Macau nach Dili, wo sie am 21. Juni eintraf. Nur wenige Jahrzehnte zuvor wäre eine solch schnelle Reaktion nicht möglich gewesen. Kurz darauf beschoss die Diu Vatuboro mit ihren Krupp-Kanonen und Hotchkiss-Schnellfeuergeschützen. Danach wurde Dato ebenso beschossen und ein Landekommando abgesetzt. Es bestand aus 37 afrikanischen Soldaten, 220 Kriegern aus Liquiçá, 60 aus Maubara, 96 Moradores und 204 weitere Soldaten. Bis November waren die Rebellen wieder unter portugiesischer Kontrolle. Allerdings brach infolge der vielen verwesenden Toten die Cholera aus, die dann auch in den Nachbarregionen wütete.
1897 war João do Canto e Castro Kommandant der Diu. Er führte in dieser Zeit hydrographische Vermessungen an der Küste von Mosambik durch.
Die Diu blieb bis 1918 (andere Quelle: 1922) im Dienst und war zwischen Angola, Mosambik, Portugiesisch-Indien, Macao und Portugiesisch-Timor im Einsatz. Dabei legte sie etwa 100.000 Seemeilen zurück und transportierte Truppen, Siedler und Sträflinge.

## Sonstiges
1926 wurde das neue Kanonenboot Diu mit 403 Tonnen von der portugiesischen Marine in Dienst gestellt.

## Belege
- History of Timor – Technische Universität Lissabon (englisch; PDF-Datei; 805 kB)